# مشيح

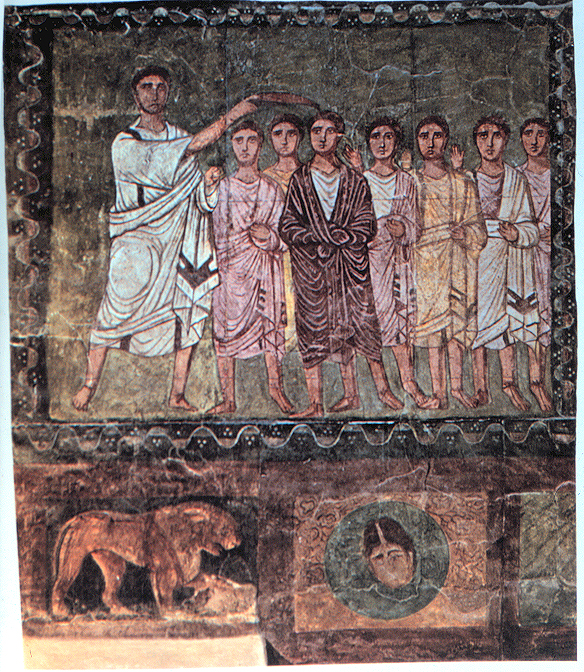
صموئيل يمسح داود جدارية في دورا أوربوس في سوريا. ترجع للقرن الثالث الميلادي.

في الأديان الإبراهيمية، المسيح أو المشيح (بالعبرية: מָשִׁיחַ‏)؛ (باليونانية: μεσσίας) هو المُخلّص أو المُحرّر لجماعة من البشر. نشأت مفاهيم المشيح والمسيانية والعصر المسياني في اليهودية؛ فبحسب ما جاء في الكتاب المقدس العبري، يكون المشيح ملكًا أو كاهنًا أعظم ممسوح تقليديًا بزيت المسحة المقدسة.
في اليهودية، يُعدُّ "ها-مشياخ" ((بالعبرية: המשיח‏)، المسيح)، الذي يُشار إليه غالبًا باسم "ملك ها-مشياخ" ((بالعبرية: מלך המשיח‏)، الملك المسيح) زعيمًا يهوديًا ينحدر آبائه من نسل الملكين داود وسليمان، سينجز أمورًا محددة مسبقًا عند ظهوره في المستقبل، منها توحيد أسباط بني إسرائيل، وتجميع كل اليهود في أرض إسرائيل، وإعادة بناء الهيكل في القدس، وسيدخل العالم عصرًا مسيانيًا يعُمّ فيه السلام العالمي، وسيبشّر بالعالم القادم.
الترجمة اليونانية لكلمة المسيح هي "خريستوس"(باليونانية: Χριστός)، وقد ورد 41 مرة في الترجمة السبعينية و529 مرة في العهد الجديد. يُشير المسيحيون إلى يسوع الناصري باسم "المسيح"، حيث يعتقدون أن النبوءات المسيانية قد تحققت من خلال خدمة يسوع وموته وقيامته، وأنه سيعود لتحقيق بقية النبوءات المسيانية. علاوة على ذلك، وعلى عكس المفهوم اليهودي حول المسيح، يعتبر المسيحيون يسوع المسيح ابن الله؛ رغم أنه في الإيمان اليهودي، يُسمّى ملك إسرائيل أيضًا ابن الله.
في الإسلام، يُعتبر عيسى بن مريم نبيًا، وهو المسيح الذي أُرسل إلى بني إسرائيل، وأنه سيعود إلى الأرض في آخر الزمان مع المهدي، وسيهزمون المسيح الدجال.
في معتقد الأحمدية القاديانية، تحققت النبوءات المتعلقة بالمهدي والمجيء الثاني للمسيح في ميرزا غلام أحمد (1835–1908) مؤسس الحركة الأحمدية القاديانية، ويعتبرون مصطلحات المسيح والمهدي مترادفين لنفس الشخص. وفي المسيانية الحبادية المثيرة للجدل، إدّعى كل من يوسف يتسحاق شنيرسون الحاخام السادس للحركة (بين سنتي 1920-1950م)، ومناحيم مندل شنيرسون الحاخام السابع للحركة أنهما المسيح.

## التسمية
كلمة "المسيح" (بالعبرية: מָשִׁיחַ‏)؛ (بالآرامية: משיחא)؛ (بالسريانية: ܡܫܺܝܚܳܐ)؛ (باللاتينية: Messias) تعني حرفيًا "الممسوح".
في اللغة العبرية، غالبًا ما يُشار إلى المسيح باسم (بالعبرية: מלך המשיח‏)، وتُنطق "مليخ ماشيخ"، وتعني حرفيًا "الملك الممسوح".
في الترجمة السبعينية اليونانية للعهد القديم، تُرجمت الكلمة إلى "خريستوس" (باليونانية: Χριστός). بينما ورد المقابل الصوتي اليوناني للكلمة "مسياس (مسيا)" (باليونانية: Μεσσίας) مرتين في العهد الجديد في إنجيل يوحنا.(يوحنا 1: 41)(يوحنا 4: 25)
يستخدم المسيحيون العرب والمسلمون كلمة "المسيح"، للإشارة إلى يسوع المسيح عند المسيحيين العرب، وعيسى المسيح عند المسلمين.

## اليهودية
تُشير الترجمة الحرفية للكلمة العبرية "مشياخ" (الممسوح) إلى طقوس تكريس شخص ما أو شيء ما عن طريق وضع الزيت المقدس عليه. استخدم المصطلح في مواضع عدة في الكتاب المقدس العبري للإشارة إلى مجموعة واسعة من الأفراد والأشياء؛ كالملوك والكهنة والأنبياء، ومذبح الهيكل، والأواني، والفطير، وحتى للإشارة إلى ملك غير يهودي (كورش الكبير). وفي معتقدات آخر الزمان اليهودية، جاء المصطلح للإشارة إلى ملك يهودي مستقبلي من نسل داود، سيُمسح بزيت المسحة المقدسة، ليكون ملكًا لملكوت الإله، ويحكم الشعب اليهودي خلال العصر المسيحاني. في اليهودية، لا يُعتقد أن المسيح إله أو ابن الله الموجود مسبقًا؛ بل يعتبر زعيمًا سياسيًا عظيمًا من نسل الملك داود، ولهذا السبب يشار إليه بالمسيح بن داود، والذي سيكون قائدًا عظيمًا يتمتع بشخصية كاريزمية ويتبّع جيدًا الشرائع اليهودية.
يُعد الإيمان بالمجيء النهائي للمسيح المستقبلي معتقدًا أساسيًا في اليهودية، وهو أحد مبادئ الإيمان الثلاثة عشر عند موسى بن ميمون. وصف موسى بن ميمون هوية المسيح بالعبارات التالية:
على الرغم من أن المجيء النهائي للمسيح هو اعتقاد راسخ بقوة في اليهودية، فإن محاولة التنبؤ بالوقت الفعلي الذي سيأتي فيه المسيح هو أمر غير مقبول، حيث يُعتقد أن مثل هذه المحاولات تُضعف إيمان الناس بالدين. لذا، في اليهودية، لا يوجد وقت محدد لمجيء المسيح. بل إن أفعال الناس هي التي تحدد متى يأتي المسيح، حيث يُعتقد أن المسيح سيأتي إما عندما يكون العالم في أمس الحاجة لمجيئه (عندما يكون العالم خاطئًا للغاية وفي حاجة ماسة إلى الإنقاذ) أو أنه يستحق العالم تواجده (عندما يسود الخير الحقيقي في العالم). في تفسير حاخامي حديث شائع، هناك مسيحًا محتملاً في كل جيل. يروي التلمود، الذي يستخدم غالبًا القصص لتوضيح النقاط الأخلاقية، قصة عن حاخام يحظى باحترام كبير وجد المسيح على أبواب روما وسأله: "متى ستأتي أخيرًا؟" فتفاجأ تمامًا عندما أجابه قائلًا: "اليوم". انتظر الرجل طوال اليوم بسعادة غامرة ومليئة بالترقب. وفي اليوم التالي عاد، محبطًا ومتحيرًا، وسأل: "لقد قلت أن المسيح سيأتي اليوم لكنه لم يأت! ماذا حدث؟" أجاب المسيح: "يقول الكتاب: اليوم إن سمعتم لصوته".(مزمور 95: 7)
في القابالاه اليهودية، فإن المسيح بن داود سيبدأ فترة من الحرية والسلام، وسيسبقه المسيح بن يوسف، الذي سيجمع بني إسرائيل حوله، ويقودهم إلى القدس. وبعد التغلب على أعدائه في القدس، سيعيد المسيح بن يوسف تأسيس الهيكل ويؤسس سطوته الخاصة. ثم سيظهر أرميلوس، وفقًا لعدد من المصادر، أو جوج وماجوج، وفقًا للأخرى، مع جيوشهم أمام أورشليم، ويشنون حربًا على المسيح بن يوسف، ويقتلونه. ستظل جثته، بحسب بعض المصادر، غير مدفونة في شوارع القدس؛ أو ستخفيه الملائكة مع أجساد الآباء، وفقًا لمصادر أخرى، حتى يأتي المسيح بن داود ويُحييه.

### الحبادية
إدعى كل من يوسف يتسحاق شنيرسون الحاخام السادس للحركة الحبادية، ومناحيم مندل شنيرسون الحاخام السابع للحركة، أنهما المسيح.
وفقًا للمسيانية الحبادية، أعلن مناحيم مندل شنيرسون صراحةً أن والد زوجته المتوفى، الحاخام السادس السابق للحبادية، هو المسيح. ونشر كتابصا عن يوسف يتسحاق شنيرسون بعنوان "جوهر ووجود [الإله] الذي وضع نفسه في جسد". أصبح قبر والد زوجته المتوفى يوسف يتسحاق شنيرسون، المعروف باسم "أوهيل"، مركزًا لصلوات وأدعية مناحيم مندل شنيرسون. وفيما يتعلق بمناحيم شنيرسون، زعم أحد قادة الحبادية اللاحقين أنه "من الواجب على كل يهودي أن ينتبه إلى كلمات الحاخام (مناحيم)، ويعتقد أنه بالفعل الملك المسيح، الذي سيُكشف عنه قريبًا". بخلاف المسيانية الحبادية، لا ترى أي طائفة يهودية أساس لهذه الادعاءات، وشبّهوها بالإيمان بقيامة يسوع ومجيئه الثاني في المسيحية المبكرة، وبالتالي، فهي هرطقة في اليهودية.
رغم ذلك، لا يزال أتباع الحبادية حتى اليوم يعتقدون أن الحاخام المتوفى مناحيم مندل شنيرسون هو المسيح، وأن مجيئه الثاني وشيك، ويُقدّسونه ويستقبل مرقده آلاف الزوار والرسائل كل عام في أوهيل، ويحجّون إليه كل عام في ذكرى وفاته.

## المسيحية
في المسيحية، أصبح "المسيح" تسمية مسيحية مقبولة ولقب ليسوع الناصري، حيث يعتقد المسيحيون أن النبوءات المسيانية في العهد القديم - أنه ينحدر من نسل داود، وإعلانه ملكًا على اليهود - قد تحققت من خلال خدمته وصلبه وقيامته، في حين أن بقية النبوءات - التي تقول بأنه سيبدأ العصر المسيحاني والعالم القادم - ستتحقق عند مجيئه الثاني. تؤمن بعض الطوائف المسيحية، مثل الكاثوليكية، بدلاً من ذلك باللاهوت الألفي، لكن الكنيسة الكاثوليكية لم تعتمد هذا المصطلح.
تعتبر غالبية اللاهوتيات المسيحية التاريخية والرئيسية أن يسوع هو ابن الله والله الابن، وهو مفهوم عن المسيح يختلف جوهريًا عن المفاهيم اليهودية والإسلامية. في كل من أناجيل العهد الجديد الأربعة، كانت المسحة الوحيدة ليسوع على يد امرأة. وفي أناجيل مرقس ومتى ويوحنا، حدثت هذه المسحة في بيت عنيا خارج القدس. في إنجيل لوقا، حدث مشهد المسحة في مكان غير محدد، لكن السياق يشير إلى أنه كان في الجليل، أو أنها كانت مسحة منفصلة تمامًا. بغض النظر عن يسوع، يُشير سفر إشعياء إلى كورش الكبير، ملك الأخمينيين، باعتباره المسيح لمرسومه بإعادة بناء هيكل القدس.

## الإسلام
في الإسلام، يشير مصطلح المسيح إلى عيسى بن مريم، ولكن المعنى يختلف عن المعنى الموجود في المسيحية واليهودية: «فعلى الرغم من اشتراك الإسلام في العديد من معتقدات وخصائص الديانتين الساميتين/الإبراهيميتين/التوحيديتين اللتان سبقتاه، إلا أن فكرة المسيحانية، التي لها أهمية مركزية في اليهودية والمسيحية، غريبة عن الإسلام الذي يٌقدّمه القرآن.»
على عكس وجهة النظر المسيحية حول موت يسوع، يعتقد معظم المسلمين أن يسوع رُفع إلى السماء دون أن يُوضع على الصليب، وأن الله خلق شبيهًا ليسوع ليصُلب بدلًا منه، وأن يسوع رُفع بجسده إلى السماء، وسيظل حتى مجيئه الثاني في آخر الزمان. يذكر القرآن أن عيسى بن مريم هو المسيح والنبي المرسل إلى بني إسرائيل. وفقًا للقاضي النعمان قاضي قضاة العصر الفاطمي في كتابه "أساس التأويل"، فإن القرآن عرّف عيسى بأنه المسيح لأنه مسح عمّن استجاب له ما خالطهم من مرض الدين في ظاهر أمرهم وباطنه.
يُعد عيسى أحد أهم الأنبياء في الإسلام، إلى جانب نوح وإبراهيم وموسى ومحمد. وعلى عكس المسيحيين، يرى المسلمون عيسى كنبي، ولكن ليس هو الله أو ابن الله. وهكذا، مثل جميع أنبياء الإسلام الآخرين، يعد عيسى أحد أولي العزم من الرسل الذين تلقّوا الوحي من الله. في سورة النساء، تنص الآيات على أن عيسى لم يُقتل ولم يصلب، بل شُبّه فقط لمعاصريه. وبالرغم من عدم ذكر القرآن شيئًا عن عودة عيسى،
في حين أن القرآن لم يذكر أنه سيعود، إلا أن هناك روايات إسلامية تعتقد أن عيسى سيعود في آخر الزمان، وسيمارس قدرته على الشفاء، وأنه سيدمر إلى الأبد الباطل المتجسد في المسيح الدجال، وهو شخصية مشابهة لعدو المسيح في المسيحية، والذي سيظهر قبل وقت قصير من يوم القيامة. وبعد أن يقضي على الدجال، فإن مهمته الأخيرة ستكون أن يصبح قائدًا للمسلمين، حيث سيوحد عيسى الأمة الإسلامية تحت هدف مشترك وهو عبادة الله وحده، وبالتالي سينهي الانقسامات والانحرافات بين أتباع الإسلام. كما يعتقد معظم المسلمين أن عيسى في ذلك الوقت سيبدد الادعاءات المسيحية واليهودية حوله.
وجاء في سنن أبي داود حديث لأبي هريرة عن النبي محمد ﷺ أنه قال: «ليس بيني وبينه نبي، وإنه نازل. فإذا رأيتموه فاعرفوه رجل مربوع إلى الحمرة والبياض بين ممصرتين كأن رأسه يقطر، وإن لم يصبه بلل. فيقاتل الناس على الإسلام، فيدق الصليب ويقتل الخنزير ويضع الجزية، ويهلك الله في زمانه الملل كلها إلا الإسلام، ويهلك المسيح الدجال. فيمكث في الأرض أربعين سنة، ثم يتوفى فيصلي عليه المسلمون».
ويتفق المسلمون السنة والشيعة على أن المهدي سيظهر أولاً، ومن بعده عيسى. وسيعلن عيسى المهدي زعيمًا للمجتمع الإسلامي. كما أن عيسى سيخوض مع المهدي حربًا ضد الدجال، وستكون هذه الحرب علامة على اقتراب مجيء يوم القيامة. وبعد أن يقتل عيسى الدجال عند باب اللد، فإنه سيشهد أن الإسلام حق، وأنه كلمة الله الحقيقية والأخيرة إلى البشرية. وقد جاء في صحيح البخاري حديثًا آخر عن أبي هريرة يُبشّر المسلمين بنزول عيسى: «كيف أنتم إذا نزل ابن مريم فيكم وإمامكم منكم».

### الإسلام الشيعي
في معتقد الشيعة الاثني عشرية، فإن الإمام الأخير الذي اختفى سنة 874م سيعود مرة أخرى، مع عودة عيسى، لإقامة الإمام قبل يوم القيامة، عندما تقف البشرية جمعاء أمام الله، وقتئذ سيكون للأئمة وفاطمة تأثير مباشر على الأحكام الصادرة في ذلك اليوم، والتي تمثل الشفاعة النهائية. هناك خلاف في المعتقد الشيعي حول موت عيسى، حيث يرى بعض المفكرين الشيعة المعاصرين احتمال أن يكون عيسى قد مات، وأن روحه فقط هي التي صعدت إلى السماء، بينما يُجمع مفكرون شيعة آخرون على أن عيسى "لم يصلب ولم يُقتل".

## الأحمدية القاديانية

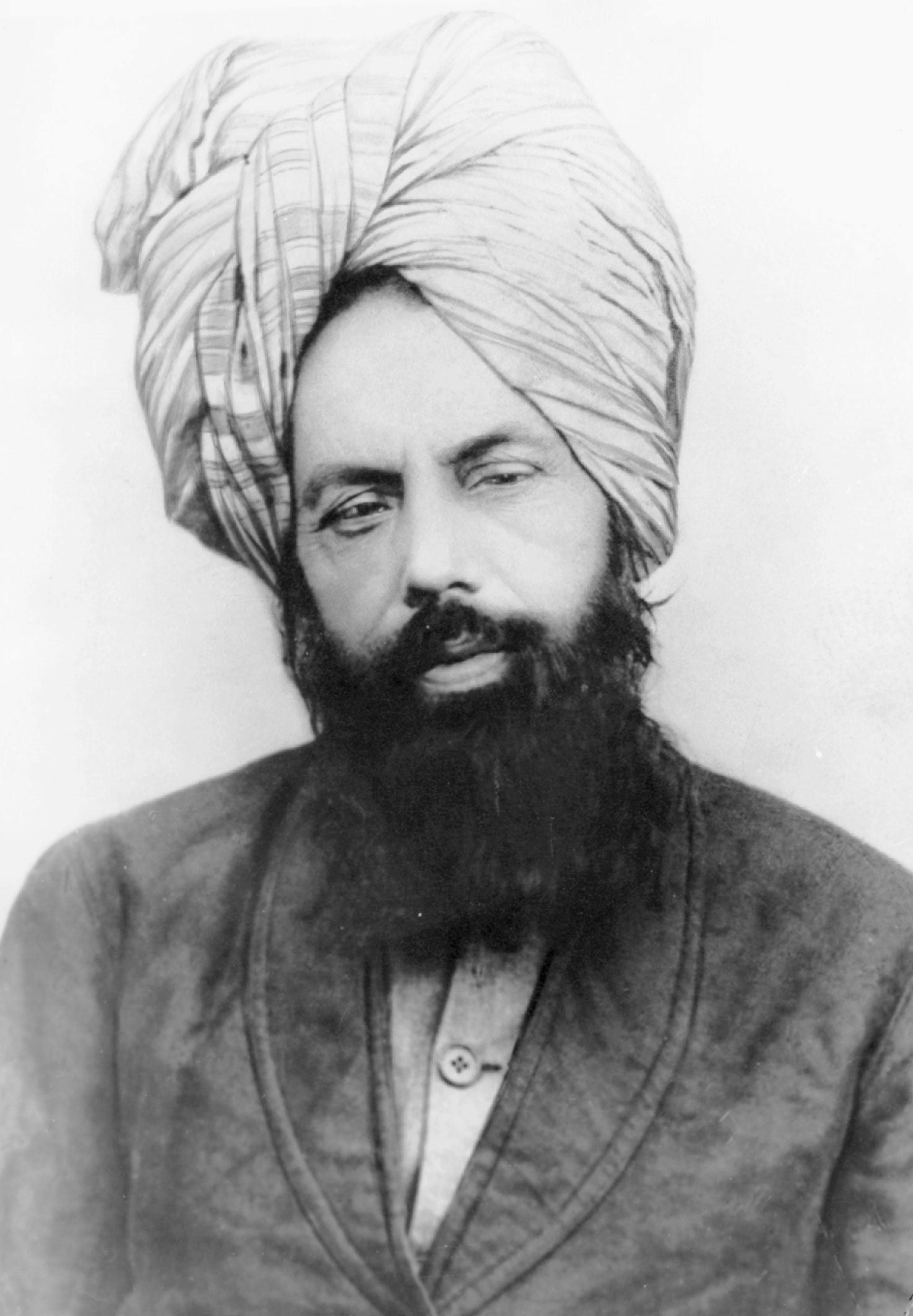
ميرزا غلام أحمد مؤسس الحركة الأحمدية، والذي يعتقد أتباعه أنه المسيح الموعود في آخر الزمان.

في العقيدة الأحمدية، مصطلحا المسيح والمهدي هي مصطلحان مترادفان لنفس الشخص، كما أن مصطلح المهدي الذي يعني "المهتدي من الله"، يدُل ضمنًا على أن مأمور مباشرة من الله الذي اختاره. ويؤمن الأحمديون أن المسيانية تحققت في أشخاص من بينهم عيسى وميرزا غلام أحمد. كما اعتقدوا أن الشخصيات الأخروية المتنبأ بها في المسيحية والإسلام، المسيح والمهدي، كانا في الواقع شخص واحد يُمثّل جميع الأنبياء السابقين. واستشهد الأحمديون بالحديث الذي جاء سنن ابن ماجه، والذي في متنه عبارة: «لا مهدي إلا عيسى بن مريم».
لا يؤمن الأحمديون بأن عيسى حي في السماء، لكنه نجا من الصلب وهاجر نحو الشرق حيث مات موتًا طبيعيًا، وأن غلام أحمد لم يكن سوى المجيء الروحي الثاني الموعود، وأنه المسيح الموعود والمهدي. وادعى أيضًا أنه ظهر على شكل كريشنا، وأن مجيئه حقق بعض النبوءات الموجودة في الكتب المقدسة الهندوسية. وقال غلام أحمد أن مؤسس السيخية كان قديسًا مسلمًا، وكان ذلك انعكاسًا للتحديات الدينية التي تحدُث. في سنة 1880م، كتب غلام أحمد كتاب "براهين الأحمدية"، والذي ضم الجوانب الهندية والصوفية والإسلامية والغربية من أجل إحياء الإسلام في مواجهة الراج البريطاني والمسيحية البروتستانتية والهندوسية الصاعدة. ثم أعلن لاحقًا نفسه سنة 1891م أنه المسيح الموعود والمهدي بوحي إلهي، ودعمه عدد من المسلمين الذين شعروا بشكل خاص بالاضطهاد من قبل المبشرين المسيحيين والهندوس.

## الدروز

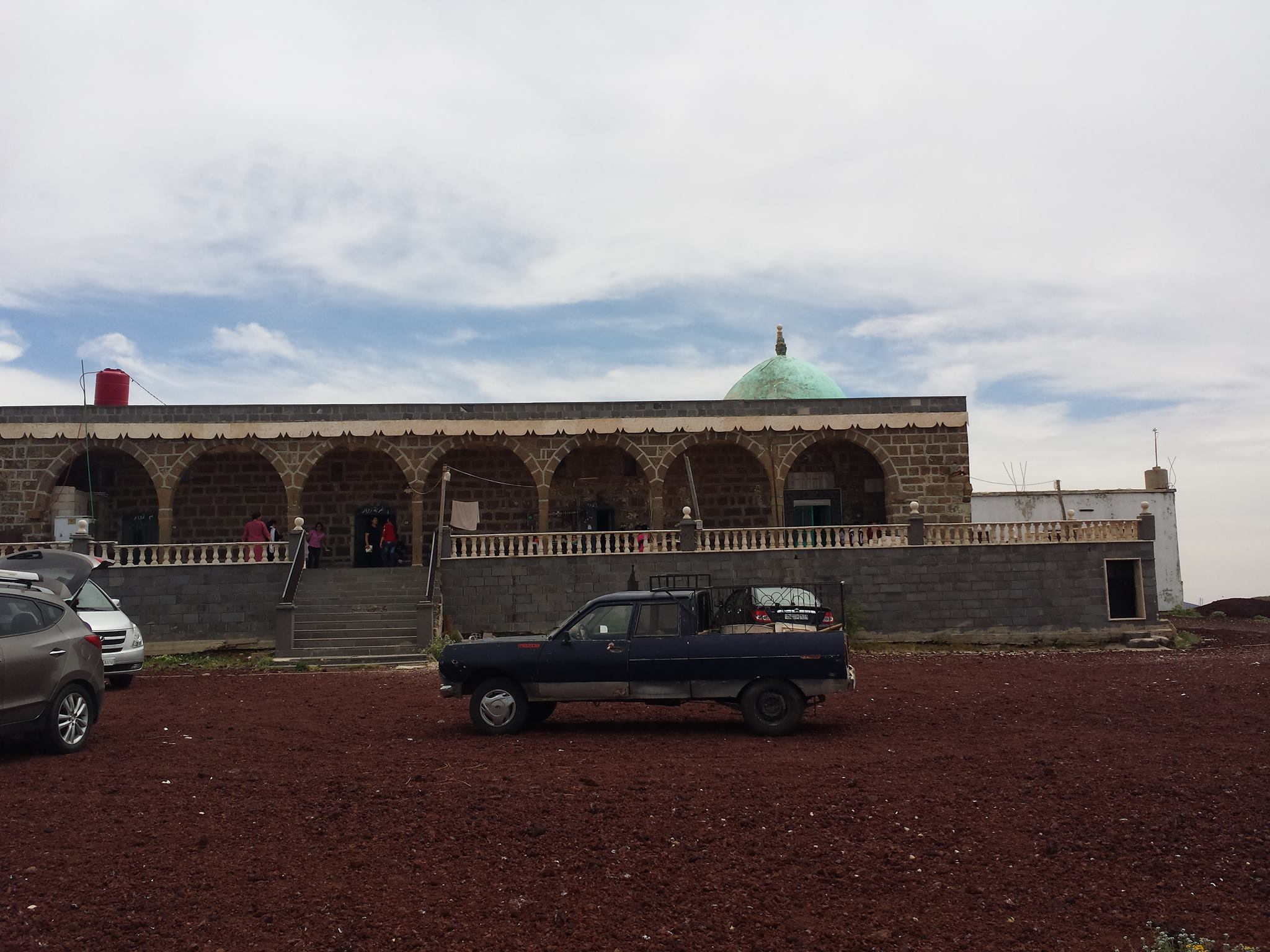
مقام المسيح الدرزي في محافظة السويداء.

في العقيدة الدرزية، يُعتبر يسوع هو المسيح وأنه أحد أنبياء الله المهمين، وهو أحد الأنبياء السبعة الذين ظهروا في فترات مختلفة من التاريخ. وفقًا للمخطوطات الدرزية، فإن يسوع هو الإمام الأعظم وتجسد العقل المطلق على الأرض والمبدأ الكوني الأول (الحد)، ويعتبرون يسوع وحمزة بن علي تجسيدات لواحدة من القوى السماوية الخمس العظمى، والتي تشكل جزءًا من نظامهم. تشمل العقائد الدرزية الاعتقادات بأن يسوع وُلد من عذراء اسمها مريم، وأنها كان صاحب معجزات، وأنه مات مصلوبًا. في الروايات الدرزية، يُعرف يسوع بثلاثة ألقاب: المسيح الحق، ومسيح الأمم، ومسيح الخُطاة. ويرجع هذا على التوالي إلى الإيمان بأن يسوع قد أبلغ رسالة الإنجيل الحقيقية، والإيمان بأنه كان مخلص كل الأمم، والإيمان بأنه يقدم المغفرة.
يعتقد الدروز أن حمزة بن علي كان تجسيدًا ليسوع، وأن حمزة بن علي هو المسيح الحقيقي، الذي وجه أعمال المسيح يسوع "ابن يوسف ومريم"، ولكن عندما انحرف المسيح يسوع عن مسار المسيح الحقيقي، ملأ حمزة قلوب اليهود بالكراهية له - ولهذا السبب صلبوه. وعلى الرغم من ذلك، أنزله حمزة بن علي من على الصليب وسمح له بالعودة إلى عائلته، من أجل إعداد الرجال للتبشير بدينه.

## الديانات الأخرى
- في البوذية، يعتبر مايتريا بوذا التالي (المستيقظ) الموعود بقدومه. ومن المتوقع أن يأتي لتجديد قوانين البوذية بمجرد أن تتلاشى تعاليم غوتاما بوذا تمامًا.[68]
- في البهائية، يُعتقد أن بهاء الله مؤسس الديانة البهائية، هو "من سيُظهرهُ الله" بحسب نبوءة البابية.[69] ادعى بهاء الله أنه المسيح المقصود في الديانات السابقة (اليهودية والمسيحية والإسلام والزرادشتية والبوذية والهندوسية).[70] كما علم أن المُسحاء الآخرين، أو "مظاهر الإله"، سيظهرون في المستقبل البعيد، وأن المسيح التالي لن يظهر إلا بعد مرور "ألف عام كاملة".[71]
- يعتقد أتباع الحركة الرستفارية أن الإمبراطور هيلا سيلاسي ملك إثيوبيا هو المسيح.[72] وتعتقد هذه الحركة أيضًا بأن الإله ذاته أسود، وحاولوا تعزيز هذه الفكرة بشكل أكبر من خلال آية من الكتاب المقدس. ورغم إنكار الإمبراطور كونه المسيح، فإن أتباع الحركة الرستفارية اعتقدوا أنه رسول من الإله. لتبرير ذلك، استخدم الرستفاريون الإشارات إلى أن سلالة الإمبراطور هيلا سيلاسي، والتي يُفترض أنها جاءت من نسل الملك سليمان ملك إسرائيل، والألقاب المختلفة التي أُطلقت عليه، والتي تشمل سيد الأرباب وملك الملوك والأسد الفاتح من سبط يهوذا.[73]
- في كيباتينان (التقاليد الدينية الجاوية)، يُعد ساتريو بينينجيت وهو شخصية في نبوءات جايابايا من المقدر أنه سيصبح زعيمًا عظيمًا لنوشانتارا وأنه سيحكم العالم من جاوة. في سيرات باراراتون،[74] تنبأ الملك جايابايا ملك كيديري أنه قبل مجيء ساتريو بينينجيت، ستكون هناك فيضانات مفاجئة وأن البراكين ستنفجر دون سابق إنذار. يُشبه ساتريو بينينجيت شخصية كريشنا التي تُعرف في اللغة الإندونيسية باسم "راتو أديل (الملك العادل، ملك العدل)" والذي سيكون سلاحه التريشولا.[75]
- في الزرادشتية، هناك ثلاث شخصيات مسيحانية تعمل كل منها تدريجيًا على إحداث التجديد النهائي للعالم، وجميع هذه الشخصيات الثلاث تسمى ساوشيانت.
- في إنجيل الساحرات، المسيح هو أراديا ابنة الإلهة ديانا، التي تأتي إلى الأرض من أجل إرساء ممارسة السحر قبل العودة إلى الجنة.[76]

## للقراءة
- Aryeh Kaplan, From Messiah to Christ, New York: Orthodox Union, 2004.
- Joseph Klausner, The Messianic Idea in Israel from Its Beginning to the Completion of the Mishnah, London: George Allen & Unwin, 1956.
- Jacob Neusner, William S. Green, Ernst Frerichs, Judaisms and their Messiahs at the Turn of the Christian Era, Cambridge: Cambridge University Press, 1987.

## وصلات خارجية
- Messiah نسخة محفوظة 27 May 2022 على موقع واي باك مشين. in Jewish Virtual Library
- Smith, William R.; Whitehouse, Owen C. (1911). "Messiah" . In Chisholm, Hugh (ed.). Encyclopædia Britannica (بالإنجليزية) (11th ed.). Vol. 18. pp. 191–194.
- Geddes، Leonard W. (1913). "Messias". الموسوعة الكاثوليكية. نيويورك: شركة روبرت أبيلتون.